# Phaonia daxiongi
Phaonia daxiongi är en tvåvingeart som beskrevs av Feng 2001. Phaonia daxiongi ingår i släktet Phaonia och familjen husflugor.
Artens utbredningsområde är Sichuan (Kina). Inga underarter finns listade i Catalogue of Life.